# Молочный ресторан (Рига)
Молочный ресторан — один из наиболее популярных центральных ресторанов Риги, существовавший около сорока лет на том месте, где сейчас находится гостиница «Латвия».

## Верманы-владельцы
Здание, в котором впоследствии возникло популярное заведение, где реализовывалась поначалу исключительно безалкогольная продукция, было построено ещё в конце 1810-х годов на пересечении Александровской и Елизаветинской улиц. Известно, что владельцами невысокого здания была чета предпринимателей и общественных деятелей Верманов. Здание, в котором проживали Анна и Кристиан Верманы, представляло собой деревянный двухэтажный особняк, похожий на многие другие, расположенные в центральном районе Риги за пределами крепостной стены. Одна из представительниц рода Верманов, Варвара, была женой российского генерала Павла Яковлевича Купреянова; известно, что объект недвижимости, расположенный на пересечении центральных улиц города, принадлежал ей ещё в 1870-е годы. Именно в период, когда она владела зданием, оно было перестроено исходя из эстетических и технических нужд нового времени в соответствии с господствующими стилевыми тенденциями в преображённой в 1860-е годы городской застройке.

## Юницкий и офисные помещения «Проводника»
Вскоре началась интенсивная смена владельцев двухэтажного представительного здания на перекрёстке Елизаветинской и Александровской улиц. Также известно, что незадолго до начала Первой мировой войны владельцем бывшего родового гнезда семьи Верман был старший цензор Лифляндской губернии Карл фон Юницкий-Василенко, который примерно в это же время получил титул действительного статского советника. Квартиры на втором этаже Юницкий систематически сдавал в аренду представителям городской буржуазии, а на первом этаже его дома располагался главный офис известного, процветавшего на рубеже веков промышленного предприятия «Проводник», которое входило в первую тройку-четвёрку мировых производителей издели из резины и каучука (в последние годы XIX века он заключил картельное соглашение с петербургским «Треугольником», другим пионером мировой резинообрабатывающей промышленности).

## Скандальное кабаре «Фокстрот»
После провозглашения независимой Латвийской республики и принятия Конституции ЛР в ходе работы Учредительного собрания в мае 1920 — ноябре 1922 года, бывший дом Верманов меняет владельца в очередной раз. До национализации недвижимого имущества в 1940 году (после провозглашение Советской власти в Прибалтике) владелицей была Вера Трофимова. В самом начале 1920-х годов помещения на первом этаже переоборудовали под кафешантан и дансинг-холл. В середине 1920-х в нём открылось кабаре «Фокстрот» для посетителей средней руки и представителей городской богемы, представители которой облюбовали для себя тихий и спокойный уголок рижского центра на этом участке улицы Элизабетес. Кабаре это вошло в историю не только благодаря регулярным богемным посиделкам — там в конце 1920-х годов прошёл первый в истории республики конкурс «Мистер Латвия», а победитель этого состязания получил главный приз — золотые часы марки «Женева».

## Основание Молочного ресторана
В 1930-е годы кабаре «Фокстрот» всё чаще и не без основания становилось объектом скандальных публикаций в местных бумажных СМИ, что повлияло на его окончательную ликвидацию. Вместо центра, где часто происходило неумеренное распитие крепких алкогольных напитков, президент страны Карлис Ульманис, провозгласивший после государственного переворота 15 мая 1934 года беспощадную и непримиримую борьбу с зелёным змием, распорядился заведение, и в 1936 году в этом же историческом здании был открыт первый в истории города молочный ресторан, в котором планировалось заниматься пропагандой безалкогольного образа жизни. Такие просветительские функции взяло на себя Латвийское молочно-хозяйственное общество, ставшее владельцем этого заведения, торжественно открывшегося в центре Риги. Это выгодное предприятие немало помогло латвийскому фермерству, производившему достаточно качественную молочную продукцию, для которого открылся перспективный рынок сбыта, так что открытию ресторана «Молочный» местные крестьяне оказались рады.
Ресторан получил известность своими полулегендарными молочными коктейлями, а также рецептами полезного для профилактики здоровья и лечения заболеваний верхних дыхательных путей горячего молока с мёдом. С 1936 этот ресторан стал одним из самых любимых мест, которые посещали молодые рижане, купившие билеты на сеанс в располагавшемся неподалёку кинотеатре Splendid Palace.

## У весёлого Ильича
В конце 1950-х ресторан настигла инновация, повлиявшая на его исключительно безалкогольный статус — на первом этаже появились винные автоматы, которые за небольшую плату выдавали традиционное блюдо латышской кухни — серый горох со шпигом, небольшие бутерброды на закуску и вкусные салаты, в том числе и мясной. На втором этаже к этому периоду был оборудован милицейский пост, а поскольку на противоположной стороне улицы архитектором Эрнестом Шталбергом и скульпторами Владимиром Ингалом и Вениамином Боголюбовым был воздвигнут памятник Владимиру Ильичу Ленину, популярное рижское питейное заведение получило альтернативное народное название «У весёлого Ильича».

## Уничтожение здания
В 1965 году квартал был огорожен забором, поскольку в связи со строительством нового гостиничного комплекса «Латвия» планировался снос отдельных зданий в этом центральном районе. В 1967 году после некоторых подготовительных работ сапёрное подразделение расчистило площадку для строительства крупнейшей городской гостиницы. Таким образом, здание, представлявшее собой определённую культурно-историческую ценность, было снесено, но Молочный ресторан продолжил функционировать в филиале, построенном в небольшом павильоне в парке Кронвалда также в конце 1930-х годов. Последним владельцем ресторана был будущий мэр Риги в конце 1990-х Андрис Аргалис, профессиональный сотрудник барной стойки.